# Pleurodema brachyops
Pleurodema brachyops är en groddjursart som först beskrevs av Cope 1869.  Pleurodema brachyops ingår i släktet Pleurodema och familjen Leiuperidae. IUCN kategoriserar arten globalt som livskraftig. Inga underarter finns listade i Catalogue of Life.